# Thespesia mossambicensis
Thespesia mossambicensis är en malvaväxtart som först beskrevs av Arthur Wallis Exell och Hillcoat, och fick sitt nu gällande namn av Paul Arnold Fryxell. Thespesia mossambicensis ingår i släktet Thespesia och familjen malvaväxter. Inga underarter finns listade i Catalogue of Life.